# SDSS J130617.12+533540.5
SDSS J130617.12+533540.5 ist eine Galaxie im Sternbild Großer Bär am Nordsternhimmel, die schätzungsweise 830 Millionen Lichtjahre von der Milchstraße entfernt ist. 